# Polodrážka

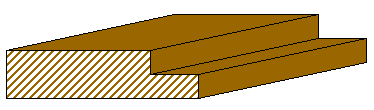
Polodrážka

Polodrážka (též falc) je druh profilu, používaný na řadě výrobků. Podobá se schodu. Typickým využitím polodrážek jsou okna, dveře a jejich rámy.
Název polodrážka naznačuje, že se jedná o polovinu drážky – polodrážku si lze představit jako profil, vzniklý rozříznutím předmětu s drážkou obdélníkového průřezu podél osy této drážky.
Pro ruční výrobu polodrážek na dřevěných profilech se používal speciální hoblík polodražník. V současnosti se pro výrobu polodrážek používají speciální automaty, elektrické hoblíky a další specializované stroje. Polodrážky mohou být také vyráběny přímo jako součást profilu – protlačováním, lisováním, litím nebo frézováním.
Polodrážky mají velký význam především pro těsnění oken a dveří. Základní zatěsnění vzniká tak, že rámy a okna (dveře) mají proti sobě vyrobeny soustavy polodrážek, které do sebe zapadnou. Tvar polodrážky má i styčná plocha, určená v okně pro nasazení skla. Polodrážky slouží dále například k zasazení zad nábytku a k dalším podobným účelům.